# 三重県道734号矢口浦上里線

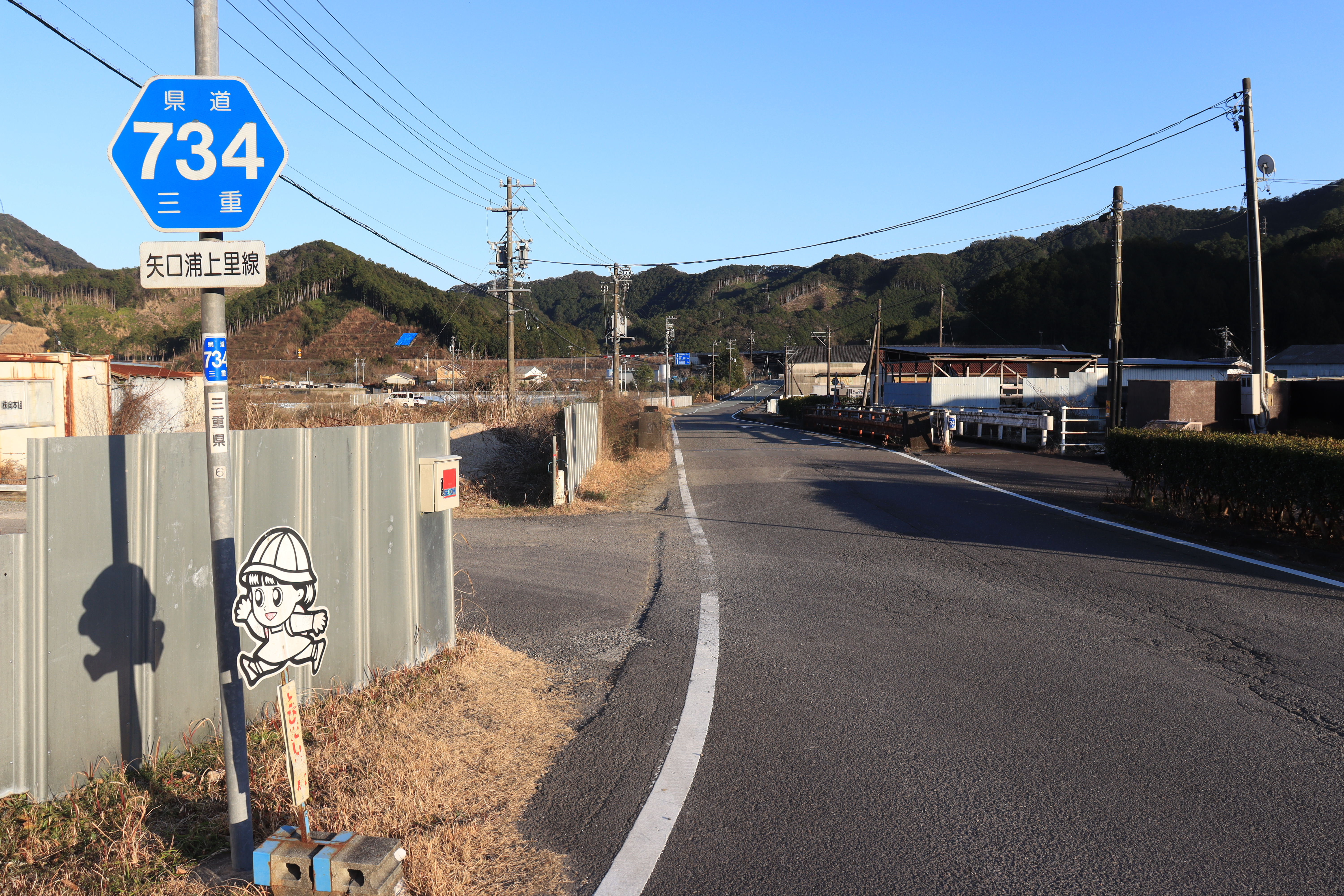
三重県道734号矢口浦上里線、北牟婁郡紀北町上里にて

三重県道734号矢口浦上里線（みえけんどう734ごう やぐちうらかみざとせん）は、三重県紀北町内を通る一般県道である。

## 概要

### 路線データ
- 起点：三重県北牟婁郡紀北町矢口浦字里376番2地先[1][2]（三重県道202号須賀利港相賀停車場線交点）
- 終点：三重県北牟婁郡紀北町上里字島鼻大道1067番1地先[1][2]（国道42号交点）

## 沿革
- 1959年（昭和34年）
  - 1月25日 - 認定[3]
    - 起点：三重県北牟婁郡海山町大字矢口浦
    - 終点：三重県北牟婁郡海山町大字上里

  - 3月31日 - 道路区域の決定[4]
  - 5月19日 - 道路の供用開始[5]

三重県北牟婁郡海山町大字矢口浦字向井276の6番地先 から
三重県北牟婁郡海山町大字馬瀬字鯨1213の1番地先 を経て
三重県北牟婁郡海山町大字上里字島鼻大道下1067の1番地地先 まで（延長 3.69km）
- 1960年（昭和35年）6月25日 - 道路区域の変更、道路の供用開始[6]

三重県北牟婁郡海山町大字矢口浦字向井376の2番地先 から
三重県北牟婁郡海山町大字矢口浦字向井368の1番地先 を経て
三重県北牟婁郡海山町大字矢口浦字向井276の6番地先 まで（延長 0.137km）
備考：起点の位置変更
- 2007年（平成19年）4月1日 - 県道の路線認定の一部改正[7]（自治体合併に伴う変更）
  - 起点：三重県北牟婁郡紀北町海山区矢口浦
  - 終点：三重県北牟婁郡紀北町海山区上里
- 2016年（平成28年）4月1日 - 地域自治区の廃止に伴う変更[8]
  - 起点：三重県北牟婁郡紀北町矢口浦
  - 終点：三重県北牟婁郡紀北町上里
- 2024年（令和6年）11月9日 - 紀北町矢口浦のバイパス (1.8 km) が開通する[9]。

## 地理

### 通過する自治体
- 三重県北牟婁郡紀北町

### 接続する道路
- 三重県道202号須賀利港相賀停車場線（起点：紀北町矢口浦）
- 国道42号（熊野街道）（終点：紀北町上里）

### 周辺
- 紀北町立矢口小学校
- 紀北町立上里小学校
- 矢口浦簡易郵便局